# Ferocactus alamosanus
Ferocactus alamosanus es una especie de la familia de las cactáceas. Es originaria de México.

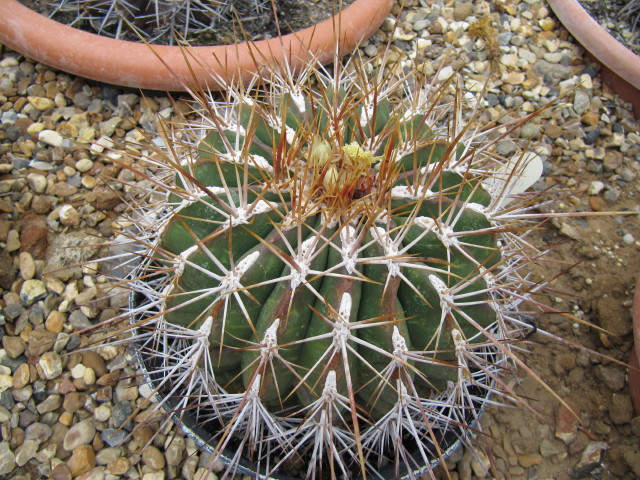
En flor.

## Descripción
Se trata de una planta globular, que por lo general crece aislada. Los tallos columnares esféricos o cortos  alcanzan  un diámetro de 30 centímetros o más y alturas de hasta 1 metro. Tiene 12-20 costillas pequeñas,  afiladas o romas a redondeadas. Las espinas como agujas,  son de color amarillo. La única espina central es prominente, angular, algo aplanada y larga de hasta 6 cm. Las radiales tienen 4 cm de longitud. Las flores en forma de embudo, de color amarillo verdoso  crecen hasta una longitud de hasta 4,5 centímetros y tienen un diámetro de 3.5 cm. Los frutos tienen forma de huevo y son de color amarillo.

## Distribución
Ferocactus alamosanus se encuentra en los estados  mexicanos de Sonora, Michoacán, Oaxaca y Colima.

## Taxonomía
Ferocactus alamosanus fue descrita por (Britton & Rose) Britton & Rose y publicado en The Cactaceae; descriptions and illustrations of plants of the cactus family 3: 137, f. 145, en el año 1922.
Etimología
Ferocactus: nombre genérico que deriva del adjetivo latíno "ferus" = "salvaje" , "indómito" y "cactus", para referirse a las fuertes espinas de algunas especies.
El epíteto específico alamosanus se refiere a la ciudad mexicana de Álamos, el lugar donde habita la especie.
Subespecies
- Ferocactus alamosanus subsp. alamosanus
- Ferocactus alamosanus subsp. reppenhagenii (G.Unger) N.P.Taylor

Sinonimia
- Ferocactus reppenhagenii
- Echinocactus alamosanus Britton & Rose	basónimo
- Ferocactus alamosanus var. platygonus G.E.Linds.
- Ferocactus pottsii var. alamosanus (Britton & Rose) G.Unger
- Parrycactus alamosanus (Britton & Rose) Doweld[2][3][4]